# Chocolate City (album)
Chocolate City è un album in studio dei Parliament del 1975.

## Accoglienza
| Recensione              | Giudizio |
| ----------------------- | -------- |
| Dizionario del pop-rock |          |
| AllMusic                |          |

L'album ha ricevuto giudizi misti. Secondo AllMusic si tratta probabilmente del loro album più sottovalutato, mentre in un dizionario edito da Zanichelli, "a parte la title track, il disco è da considerare come una rappresentativa introduzione al gusto per il comico e l'assurdo che contraddistinguerà i lavori di Clinton".

## Formazione
- Jim Callon – ingegnere del suono
- George Clinton – arrangiamenti, voce, produzione
- Bootsy Collins – basso, chitarra, percussioni, arrangiamenti
- Raymond Davis – voce
- Ramon "Tiki" Fulwood – percussioni
- Clarence "Fuzzy" Haskins – voce
- Eddie Hazel – chitarra, voce
- Prakash John – basso
- Tyrone Lampkin – percussioni
- Man In The Box – percussioni
- Cordell Mosson – basso, chitarra
- Billy "Bass" Nelson – basso
- Lucius Tawl Ross – chitarra
- Gary Shider – Rhythm guitar, vocals
- Calvin Simon – voce
- Grady Thomas – voce
- Jim Vitti – ingegnere del suono
- Bernie Worrell – sintetizzatore, arrangiamenti, tastiere
- Mallia Franklin – voce
- Debbie Wright - voce
- Jeanette Washington - voce
- Gary “Mudbone” Cooper - voce

## Tracce
1. Chocolate City – 5:37
2. Ride On – 3:34
3. Together – 4:07
4. Side Effects – 3:13
5. What Comes Funky – 2:23
6. Let Me Be – 5:37
7. If It Don't Fit (Don't Force It) – 2:07
8. I Misjudged You – 5:14
9. Big Footin – 4:50